# Bernate Ticino
Bernate Ticino là một đô thị ở tỉnh Milano thuộc vùng Lombardia của Italia, khoảng 25 km về phía tây của Milano. Đến thời điểm 31 tháng 12 năm 2004, dân số đô thị này là 2.993 người, diện tích là 12.1 km².
Bernate Ticino giáp các đô thị: Cuggiono, Galliate, Mesero, Marcallo con Casone, Romentino, Boffalora sopra Ticino, Trecate.